# Vama Veche - 2 Mai
Vama Veche - 2 Mai este o arie protejată (arie specială de conservare — SAC, sit de importanță comunitară — SCI) din România, desemnată în scopul protejării biodiversității și menținerii într-o stare de conservare favorabilă a florei spontane și faunei sălbatice, precum și a habitatelor naturale de interes comunitar aflate în arealul zonei de protecție. Aceasta este întinsă pe o suprafață de 12.311 ha, integral marine.

## Localizare
Centrul sitului Vama Veche - 2 Mai este situat la coordonatele 43°45′23″N 28°42′07″E / 43.7564°N 28.701978°E.

## Înființare
Situl Vama Veche - 2 Mai (ROSCI0269) a fost declarat sit de importanță comunitară în decembrie 2007 pentru a proteja 4 specii de animale. Situl a fost protejat și ca arie specială de conservare în mai 2022. și include rezervația naturală Vama Veche - 2 Mai (Acvatoriul litoral marin)

## Biodiversitate
Situată în ecoregiunea marină a Mării Negre, aria protejată conține 4 habitate naturale: Peșteri marine scufundate complet sau parțial, Bancuri de nisip acoperite în permanență slab de apă marină, Terase mlăștinoase și terase nisipoase neacoperite de apă la reflux, Recifuri.
La baza desemnării sitului se află mai multe specii protejate:
- mamifere (2): marsuin (Phocoena phocoena), delfin mare (Tursiops truncatus)
- pești (2): scrumbie de Dunăre (Alosa immaculata), rizeafcă (Alosa tanaica)

Pe lângă speciile protejate, pe teritoriul sitului au mai fost identificate 6 specii de plante, 1 specie de mamifere, 19 specii de nevertebrate, 28 de specii de pești.